# Homoki báránypirosító
A homoki báránypirosító (Alkanna tinctoria) a borágófélék (Boraginaceae) családjába tartozó  báránypirosító (Alkanna) nemzetség Magyarországon legismertebb faja. Éppen ezért gyakorta egyszerűen báránypirosítónak, illetve homoki pirosítónak nevezik. További népi nevei: piros ökörnyelv, pirítófű, pirosítófű.

## Származása, elterjedése
A trópusokon, mediterrán éghajlaton és a mérsékelt égövben egyaránt nő. Magyarországon többek közt a Gödöllői-dombság területén él.

## Megjelenése, felépítése
Karószerű, kevéssé elágazó, többfejű gyökere, ill. gyöktörzse 25 cm hosszúra, a csúcsán 1,5 cm vastagra nőhet. A gyökér könnyen lehámló kérge sötétbarna, és sok dús, sötétpiros festékanyagot tartalmaz: ez az anyag az alkannin. A fája fehér, a bele barna.
15–30 cm hosszú, sűrűn serteszőrös szárai körben a földön hevernek, csak a szárak csúcsa emelkedik fel a virágzattal. A szárak között, a gyökértörzs csúcsán fejlődő tőlevélrózsa keskeny lándzsás levelei 2–5 cm hosszúak, a válluk keskenyedik, sűrűn fehéres-szürkés serteszőrösek. A szár 10–15 mm hosszúak, lekerekített csúcsú lándzsás levelei szórtan állnak, a felsők válla szíves.
Virágzata kunkoros füzér, murvái a virágnál valamivel hosszabbak. Virágai kezdetben hegyes szögben, a termés érése felé közel derékszögben elállnak a szártól. A csésze fogai keskeny szálasak, közel akkorák, mint a párta csöve. Pártája élénk azúrkék vagy később liláskék; a torka nyílt, a karimája lapos, a karima cimpái kerekdedek, a párta torkában nincsenek pikkelyek vagy szőrcsomók.
Termése csonthéjas. Makkocskái szemölcsösek, görbültek, az aljukon gyűrűs szegély fut.

## Életmódja, élőhelye
Évelő. A meleget és a meszes, jó vízvezető talajokat kedvelő, síksági-dombvidéki faj, amely Magyarországon főleg
- a nyílt, évelő, mészkedvelő homokpusztagyepekben (Festucetum vaginatae) és
- a homoki réteken nő.

Karószerű, mélyen befúródó gyöktörzse a futóhomokon is megtartja. Áprilistól júniusig (májusig) virágzik.
Magyarországon leginkább a Duna–Tisza-közén nő, ahol a homokok meszesek. A Nyírség hasonló, de jóval kevésbé meszes homokjairól hiányzik.
Bár melegkedvelő, a magyar teleket gond nélkül átvészeli.

## Felhasználása
Gyökerének kérgéből vonták ki hagyományosan az alkannapirosító néven ismert festékanyagot, amit főként különböző élelmiszerek (étolaj, likőr) és kozmetikumok (ajak- és hajkenőcs) színezésére használtak, illetve a kozmetikai iparban használnak még ma is.